# John Gavin
John Anthony Golenor (Los Ángeles, California; 8 de abril de 1931-Beverly Hills, California; 9 de febrero de 2018), más conocido como John Gavin, fue un actor de cine y televisión, y diplomático estadounidense. Fue embajador de Estados Unidos en México durante el gobierno de Ronald Reagan.

## Biografía
Nacido en una familia adinerada con ascendencia mexicana por parte de madre (Delia Diana Pablos) e irlandesa por parte de padre (Herald Ray Golenor), realizó sus estudios en la Universidad Stanford, en donde se graduó con una especialización en historia económica de Latinoamérica. Tras finalizar sus estudios, ingresó en el Ejército, donde fue asignado al área de inteligencia de la Armada de los Estados Unidos y sirvió tres años como oficial en la Guerra de Corea, a bordo del portaaviones USS Princeton (CV-37). Tras cumplir el servicio militar y con la meta de convertirse en diplomático luego de estudiar leyes, se ofreció para un puesto técnico en una película sobre la Armada, pero el director lo rechazó y lo incentivó a dedicarse a la actuación. Sin estar del todo convencido, firmó su primer contrato con Universal Pictures «puramente para experimentar» y con la intención de probar la carrera de actor «por un año solamente». Luego dijo que aunque sus ideas iban para un lado completamente distinto en ese momento, Hollywood «le abrió los ojos».

### Carrera en el cine
Universal Pictures apostó fuerte por Gavin y le dio el papel protagónico en una de las películas más costosas que había producido el estudio, Tiempo de amar, tiempo de morir (1958), por la cual ganó el Premio Globo de Oro a la nueva estrella del año. Posteriormente, el actor formó parte de Imitación a la vida (1959), Psicosis (1960) de Alfred Hitchcock, la película histórica Espartaco (1960) en la que interpretaba a Julio César, La calle de atrás (1961) junto a Susan Hayward y el musical Thoroughly Modern Millie (1967). A su vez, participó en series televisivas, protagonizando la serie Destry en 1964. Durante los setenta realizó giras teatrales participando en los musicales The Fantasticks y Seesaw, el cual también protagonizó en Broadway. En 1971 fue elegido presidente del Sindicato de Actores de Cine, cargo que ocupó hasta 1973 cuándo fue derrotado en la elección por Dennis Weaver.

### Carrera diplomática
En el área diplomática, en 1961, fue nombrado asesor especial del secretario general de la OEA. En 1981, abandonó la producción de un musical en Broadway antes de que comenzaran los ensayos al ser designado por el presidente Ronald Reagan embajador de Estados Unidos en México. Durante su gestión hubo momentos muy tensos en las relaciones entre ambos países y parte de la prensa mexicana lo acusaban de ser «insensible a México y su pueblo». Finalmente, Gavin renunció en abril de 1986.

### Vida privada
Se casó con la actriz Cicely Evans en 1957, con quien tuvo dos hijas y se divorció en 1965. En 1974, contrajo matrimonio con Constance Towers, quien tenía dos hijos de un anterior matrimonio.

## Filmografía (seleccionada)

### Cine
- Tiempo de amar, tiempo de morir (1958)
- Imitación a la vida (1959)
- Escándalo en la corte (1960)
- Psicosis (1960)
- Espartaco (1960)
- Un grito en la niebla (1960)
- Romanoff and Juliet (1961)
- La calle de atrás (1961)
- Pedro Páramo (1967)
- Thoroughly Modern Millie (1967)
- La loca de Chaillot (1969)
- Pussycat, Pussycat, I Love You (1970)
- La casa de las sombras (1976)
- Jennifer (1978)

### Televisión
- Alcoa Premiere (1962); un episodio
- Insight (1963); un episodio
- La hora de Alfred Hitchcock (1963–65); dos episodios
- Kraft Suspense Theatre (1964); dos episodios
- Destry (1964); trece episodios
- El virginiano (1964); un episodio
- Convoy (1965); trece episodios
- El show de Doris Day (1971); un episodio
- Mannix (1973); un episodio
- Centro médico (1976); un episodio
- El Crucero del Amor (1977); un episodio
- La isla de la fantasía (1978–1981); dos episodios
- Hart to Hart (1980); un episodio